# Pfaffenköpfe
Pfaffenköpfe este o arie protejată (arie specială de conservare — SAC, sit de importanță comunitară — SCI) din Germania întinsă pe o suprafață de 334 ha, integral pe uscat.

## Localizare
Centrul sitului Pfaffenköpfe este situat la coordonatele 51°31′40″N 10°50′51″E / 51.5278°N 10.8475°E.

## Înființare
Situl Pfaffenköpfe a fost declarat sit de importanță comunitară în septembrie 2000 pentru a proteja 10 specii de animale. Situl a fost protejat și ca arie specială de conservare în iulie 2008.

## Biodiversitate
Situată în ecoregiunea continentală, aria protejată conține 13 habitate naturale: Lacuri eutrofice naturale cu vegetație de tip Magnopotamion sau Hydrocharition, Cursuri de apă de la nivel de câmpie la nivel montan, cu vegetație Ranunculion fluitantis și Callitricho-Batrachion, Pajiști uscate europene, Pajiști carstice calcaroase sau bazofile, de Alysso-Sedion albi, Pajiști uscate seminaturale și facies de acoperire cu tufișuri pe substraturi calcaroase (Festuco-Brometalia) (* situri importante pentru orhidee), Pajiști stepice subpanonice, Liziere de ierburi înalte hidrofile de câmpie și de nivel montan până la alpin, Fânețe de joasă altitudine (Alopecurus pratensis, Sanguisorba officinalis), Pante stâncoase calcaroase cu vegetație casmofită, Peșteri inaccesibile publicului, Păduri de fag Asperulo-Fagetum, Păduri de stejar și carpen Galio-Carpinetum, Păduri pe pante, grohotișuri și ravene de Tilio-Acerion.
La baza desemnării sitului se află mai multe specii protejate:
- păsări (7): ciocănitoare neagră (Dryocopus martius), Gallinula chloropus chloropus, sfrâncioc roșiatic (Lanius collurio), sfrâncioc mare (Lanius excubitor excubitor), gaia roșie (Milvus milvus), pițigoi-pungar (Remiz pendulinus), silvie porumbacă (Sylvia nisoria)
- mamifere (3): liliac cu urechi mari (Myotis bechsteinii), liliac comun (Myotis myotis), liliacul mic cu potcoavă (Rhinolophus hipposideros)

Pe lângă speciile protejate, pe teritoriul sitului au mai fost identificate 12 specii de plante, 1 specie de amfibieni, 1 specie de mamifere, 57 de specii de nevertebrate, 3 specii de reptile.